# 布拉西蒙
布拉西蒙（法語：Blasimon，法語發音：[blazimɔ̃]）是法国吉伦特省的一个市镇，属于朗贡区。

## 地理
布拉西蒙（44°44'56"N, 0°4'27"W）面积29.76 平方千米，位于法国新阿基坦大区吉倫特省，该省份为法国西南部沿海省份，是法國本土面积最大的省，北起滨海夏朗德省，西临大西洋，南至朗德省，东南接洛特-加龍省，东临多爾多涅省。
与布拉西蒙接壤的市镇（或旧市镇、城区）包括：梅里尼亚、吉耶讷地区索沃泰尔、克莱拉克、弗龙特纳克、瑞加藏、吕加松、莫里亚克、罗藏、吕克、圣樊尚-德佩蒂尼亚斯。

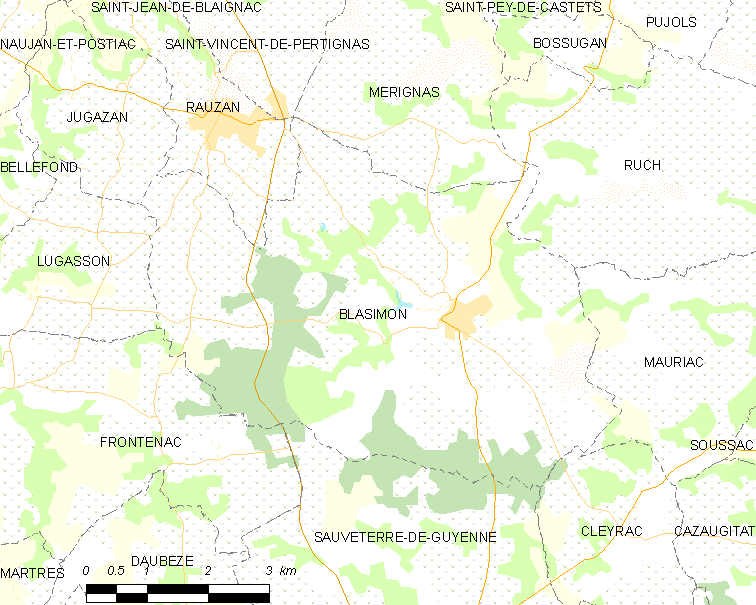
布拉西蒙的OSM定位图

布拉西蒙的时区为UTC+01:00、UTC+02:00（夏令时）。

## 行政
布拉西蒙的邮政编码为33540，INSEE市镇编码为33057。

## 政治
布拉西蒙所属的省级选区为勒雷奥莱-莱巴斯蒂德县。

## 人口

1962-2008年间布拉西蒙人口变化图示

布拉西蒙于2022年1月1日时的人口数量为955人。